# Христо Йончев-Крискарец
Христо Зафиров Йончев, известен с прякора си Крискарец, е български художник-живописец и планинар. Известен е с пейзажите си от Рила, а също и с приноса си при основаването на Историческия музей в Самоков.

## Биография
Христо Йончев е роден на 20 март 1879 г. в Самоков. През 1912 г. завършва Художественото индустриално училище в София, където негови преподаватели са проф. Иван Ангелов и проф. Иван Мърквичка. Работи основно в областта на пейзажа и прави много изложби в София и Самоков. Известни негови творби са в цикъла „Пейзажи от Рила“ (1936), изобразяващи Мусала, Купените и други кътчета от планината. Запален планинар, пребродил Рила. На негово име е наречено Йончевото езеро в Мальовишкия дял. Името на Страшното езеро също се свързва с Христо Йончев – мълвата говори, че веднъж там го хванала силна буря с гръмотевици и той хукнал надолу, а на въпроса къде е бил отговорил: „На страшното езеро!“; така му излязло името на езерото.
През 1931 г. взема дейно участие в основаването на Историческия музей в Самоков и впоследствие работи като музеен уредник. Днес много от неговите платна са притежание на музея и са част от неговата постоянна художествена експозиция.
Йончев е двукратен носител на орден „За гражданска заслуга“ – III степен през 1921 г. и IV степен през 1949 г.